# 美國大學生數學建模競賽
美国大学生数学建模竞赛（MCM/ICM），包括數學建模競賽（英語：Mathematical Contest in Modeling，MCM）和交叉学科建模竞赛（英語：Interdisciplinary Contest in Modeling，ICM）。前者是一個由工業與應用數學學會、美國國家安全局與美國運籌與管理學會資助，由數學及其應用聯合會（Consortium for Mathematics and Its Applications，COMAP）从1985年起每年在二月的第一或第二个周末舉辦的多日數學競賽。后者于2000年开始。二者比赛同时进行，同时结束。
它與像普特南數學競賽（William Lowell Putnam Mathematical Competition）等其他重要的數學競賽不同的地方在於此競賽著重於研究、創意、團隊合作、溝通以及結果的辯護。因此，竞赛题目也没有标准答案。

## 比赛规则
由三個在校大學生或中学生組成的國際性隊伍要在3個MCM問題（通常一道题讨论连续性问题，另一题讨论离散性问题）和3个ICM（通常与特定学科有关，2015年为两道题）中選擇一個問題，以完成原創數學論文的方式來回答。一旦題目公佈了之後，各隊有96個小時的時間（通常是週四到週一）來研究並解答這個問題。在截止时间前参赛队伍需要提交电子版论文，并在规定日期内邮寄纸质版论文，要求电子版与纸质版内容应完全相同。
从2016年开始，主办方强化规则，不再允许研究生及以上学历的学生参赛。

## 争议
近年来，美国大学生数学建模竞赛(MCM/ICM)因中国参赛队伍比例过高而引发争议。2019年，95%以上的参赛队伍来自中国，使得这项国际赛事的代表性受到质疑。批评者认为，参赛者和评审大多来自中国，降低了比赛的国际性和含金量。此外，大量参赛队伍被取消资格、商业培训和代写论文等行为的出现，也引发了对比赛公平性和参赛者诚信的担忧。

## 题目
在比赛开始时，队伍可以从6个题目中选择。问题A涉及到一个需要使用连续数学的系统，因此往往涉及几何、物理或工程的概念。问题B涉及到需要使用离散数学的系统。还有一个问题C，只对ICM队伍开放。这些问题往往是开放式的，来自科学、商业和公共政策的各个领域，例如：
- 评估一个大的小行星撞击南极洲对全球的影响（1999 A）
- 基于化石数据研究迅猛龙的捕食策略（1997 A）
- 开发一种效率更高的方法，让乘客登上大型商用飞机（2007 B）

队伍有96个小时研究，并需要以研究论文的形式提交他们的解答。在此期间，他们可以参考任何可供参考的资料，但不得与团队以外的任何人讨论他们的问题。包含对团队和顾问的意见和建议已在线出版或印刷。

## 奖项设置
奖项分配如下：
| 英文名                   | 官方翻译   | 备注                                                   |
| ------------------------ | ---------- | ------------------------------------------------------ |
| Disqualified             | 不合格     | 被发现抄袭、违反规则等                                 |
| Unsuccessful Participant | 不成功参赛 | 未能在指定时间内提交论文                               |
| Successful Participant   | 成功参赛   | 占大约49%队伍                                          |
| Honorable Mention        | 优秀奖     | 大约15%的队伍                                          |
| Meritorious              | 优异奖     | 大约7%                                                 |
| Finalist                 | 优胜提名奖 | 2010年新增，在最后一轮选拔被淘汰的队伍获此奖项，大约1% |
| Outstanding Winner       | 优胜奖     | 大约10支队伍                                           |

## 參照
- 数学建模

## 外部連結
- 官方競賽網站 （页面存档备份，存于）